# História da Bolívia
A Bolívia foi palco de grandes civilizações, a mais importante das quais foi a Civilização Tiahuanaco. Tornou-se parte do Império Inca no século XV. Quando os espanhóis chegaram no século XVI, a Bolívia, rica em depósitos de prata, foi incorporada no vice-reino do Peru, e mais tarde no de Rio Da Prata.
Simón Bolívar conhecido como libertador, nasceu em Caracas, na Venezuela, no ano de 1783.
A luta pela independência começou em 1809, mas permaneceu parte da Espanha até 1825, quando foi libertada por Simón Bolívar, a quem o país deve o seu nome. Após uma breve união com o Peru, o Bolívia tornou-se totalmente independente. Nos anos seguintes, a Bolívia perdeu parte do seu território devido a vendas e à guerra.

## Era pré-colombiana
As cordilheiras bolivianas eram parte da cultura dos Andes muito antes da chegada dos espanhóis. Dados não muito conclusivos sugerem que a agricultura lá teve início em aproximadamente 3.000 a.C. e a produção de metal, especialmente cobre, começou 1.500 anos mais tarde.
A região dos Andes já era provavelmente habitada há vinte mil anos. No começo do século II a.C., a civilização Tiwanaku se desenvolveu ao sul do lago Titicaca, centrada ao redor da grande cidade de Tiwanaku, desenvolvendo avançadas técnicas agrícolas e arquitetura, antes de desaparecer por volta de 1.200 d.C., possivelmente por causa de uma longa seca. Contemporâneas aos Tiwanaku, existiram também a civilização troxo, nas planícies do leste, e a civilização Mollo, ao norte da atual cidade de La Paz. Ambas desenvolveram técnicas agrícolas avançadas e se dissiparam no mesmo período.
O colapso da civilização Tiwanaka resultou no fortalecimento de sete reinos regionais dos Aymara, os mais fortes deles localizados ao redor do lago Titicaca. Os Aymara, um povo beligerante que vivia em vilas fortificadas no alto de colinas, tinham uma extraordinária habilidade em se adaptar ao clima inóspito da região, e mantinham seus estoques de comida através de técnicas de irrigação e congelamento e desidratação dos alimentos. Ao manter colonos nos vales tropicais a leste dos Andes e na costa do Pacífico, eram capazes de produzir tanto culturas tropicais quanto culturas de clima mais frio. A unidade social básica era o ayllu, grupo familiar que distribuía entre seus integrantes terra e trabalho.
Os Aymara dominaram por completo o povo Uru, outro grande grupo étnico da era pré-colombiana que sempre foi pobre. A civilização Aymara, no entanto, não conseguiu conter a expansão dos Quechua, e terceiro maior grupo étnico da região. Após o colapso do império Tiahuanaca, um Estado Quechua emergiu na área ao redor da atual cidade de Cuzco (Peru). No começo do século XV, os Quechua, que ficaram conhecido como os Incas, quando adotaram o nome de seus imperadores, eram o mais poderoso grupo nos altiplanos do norte. A medida que os reinos Aymara no sul se tornavam mais fracos ao longo do século XV, os Incas começaram a conquistá-los.
A cordilheira boliviana ficou conhecida como o Kollasuyo, uma área densamente povoada com imensa riqueza mineral e poderosa economia que constituía uma das quatro unidades administrativas do Império Inca. O oficial superior do Kollasuyo só respondia ao imperador Inca, e supervisava um grupo de governadores locais, que em troca controlavam membros da nobreza Aymara. Sob um regime genérico chamado mita, os Incas obrigavam os nativos do Kollasuyo a trabalhar nas minas, na construção de projetos ou servir no exército, compensando-os pelo seu trabalho. Apesar de seu intento de centralizar o império, os Incas não mudaram muito o esquema de organização dos reinos Aymara, que permaneceram relativamente autônomos. Muitos dos antigos chefes locais mantiveram seus poderes, sob os auspícios das autoridades Incas. Eram também livres para manter sua cultura, religião e língua. A nobreza regional, ainda que forçada a enviar seus filhos para serem educados em Cuzco, continuavam a reter a propriedade privada. Além disso, o sistema de envio de colonos para os vales do leste e para a costa do Pacífico era tolerada sob o domínio Inca.
Francisco Pizarro, Diego de Almagro e Hernando de Luque lideraram a conquista espanhola do Império Inca. Sua primeira incursão ao território aconteceu em 1524, quando navegaram ao longo da costa do Pacífico, partindo do atual Panamá, para confirmar a lenda da existência de uma terra rica em ouro chamada Biru.
A conquista espanhola do Império Inca não foi muito difícil, pois o Império se encontrava enfraquecido. Após a morte do imperador Huayna Capac em 1527, seus filhos Huascar e Atahualpa travaram uma briga pela sucessão. Embora Atahualpa tenha derrotado seu irmão, não havia ainda consolidado plenamente seu poder quando da chegada dos espanhóis em 1532. Subestimando o poderio espanhol, Atahualpa não tentou derrotá-los quando da sua chegada ao litoral, pois estava convencido de que aquele que comandava o altiplano também controlava o litoral. Pizarro forjou alianças com tribos inimigas dos Incas, iniciando a guerra contra os Incas. Na sangrenta Batalha de Cajamarca, em 16 de novembro de 1532, Pizarro matou os 12 guardas de honra de Atahualpa e o levou cativo para o chamado quarto do resgate. Um ano depois, a capital Inca, Cuzco, tombou, sendo refundada como um novo assentamento espanhol em 1534.
A despeito da rápida vitória espanhola, rebeliões indígenas logo começaram a surgir, eclodindo durante todo o período colonial. Em 1537, Manco Inca, que tinha sido feito "imperador" pelas mãos dos espanhóis, se rebelou contra os invasores e criou um novo Estado Inca. Rebeliões continuaram a desafiar a autoridade espanhola, mesmo depois de suprimido o novo Estado insurreto e de degolado Túpac Amaru em praça pública, em 1572. Outras revoltas era geralmente organizadas pelos nativos mais velhos, sem grandes conseqüências, com exceção da grande rebelião de Túpac Amaru II, no século XVIII.
Durante as duas primeiras décadas de domínio espanhol, o assentamento das cordilheiras bolivianas — conhecidas hoje como Alto Peru ou Charcas — foi objeto de disputa entre as forças de Pizarro e Diego de Almagro, também espanhol. Os dois haviam dividido o território Inca em áreas de influência, ficando o norte sob o controle de Pizarro e o sul sob domínio de Almagro. O conflito explodiu em 1537, tendo fim com a execução de Almagro por Pizarro em 1538. Três anos depois, o próprio Pizarro seria assassinado por antigos parceiros de Almagro. O irmão de Pizarro, Gonzalo Pizarro, assumiu o controle do Alto Peru, mas logo se viu envolvido numa rebelião contra a coroa espanhola. Somente após a execução de Gonzalo, em 1548, a Espanha consegue reafirmar sua total autoridade sobre a região; e mais tardar naquele mesmo ano, autoridades coloniais estabeleceram a cidade de La Paz, que logo se transformou num importante centro comercial.
A conquista das baixadas bolivianas foram atrasadas pela resistência indígena. Somente em 1561 os espanhóis fundaram Santa Cruz de la Sierra, mas a região do Chaco permaneceu violenta durante todo o domínio colonial. Os índios da região, na sua maioria Chiriguanos, realizavam ataques esporádicos às bases espanholas.

### Administração espanhola
Potosí se tornou uma imensa cidade, por algum tempo a maior do hemisfério ocidental. Mas a prata americana passava pelas mãos do império espanhol e logo se esvaia para as mãos dos credores do reino. Como diz Eduardo Galeano em seu livro As veias abertas da América Latina, "a Espanha tinha a vaca, mas os outros tomavam o leite".
O excesso de prata e ouro levados das Américas, provocou uma forte inflação na Espanha, onde era praticamente impossível obter bens e serviços que não pudessem ser importados. A nobreza e grande parte da população eram sustentadas pelos metais vindos do novo mundo, e ao invés de se industrializar, preferiam importar tudo, industrializando dessa forma outros países, principalmente a Inglaterra.
A longevidade do Império Espanhol na América do Sul pode ser explicada parcialmente pela bem sucedida administração das colônias. A Espanha estava inicialmente interessada em controlar os conquistadores de “mente independente”, mas o seu objetivo principal logo se tornou o de manter o fluxo de receita para a coroa e coletar os tributos e mercadorias e o trabalho das populações indígenas. Para esse fim, a Espanha logo criou uma intrincada rede burocrática no Novo Mundo na qual várias instituições serviam de vigias uma sobre a outra e oficiais locais tinham uma autonomia considerável.
O Alto Peru, inicialmente parte do Vice-reinado do Peru, juntou-se ao novo Vice-reinado do Rio da Prata (sendo a capital Buenos Aires) quando foi criado em 1776.
O Vice-rei foi auxiliado pela "audiência" (assembleia), que simultaneamente era a maior corte de apelo na jurisdição e, na ausência do Vice-rei, também tinha poderes executivos e administrativos. A riqueza do Alto Peru e a grande distância de Lima convenceu as autoridades em Lima a criar uma audiência na cidade de Chuquisaca (atualmente Sucre) em 1558. Chuquisaca havia se tornado particularmente importante sendo o centro administrativo e fornecedor agrícola de Potosí. A jurisdição da audiência, conhecida como Charcas, cobria inicialmente uma área de 100 léguas (1,796 km²) envolta de Chuquisaca, mas logo incluiu Santa Cruz e territórios pertencentes atualmente ao Paraguai e, até 1568, todo o distrito de Cuzco. O presidente da audiência tinha autoridade jurídica, poderes administrativos e executivos na região, mas só para assuntos rotineiros; decisões mais importantes eram feitas em Lima. Essa situação culminou em uma atitude competitiva e em uma reputação positiva para o Alto Peru, uma condição reforçada pela importância econômica da região.
A Espanha exercia seu controle de unidades administrativas menores na colônia através de funcionário reais, como o corregedor, que representava o rei em governos municipais que eram eleitos por seus cidadãos. Durante o início do século XVII, havia quatro corregedores no Alto Peru.
No final do século dezoito, a Espanha iniciou uma reforma administrativa para aumentar a receita da coroa e para eliminar os inúmeros abusos. Criou o sistema de intendências, dando poderes extensivos para funcionários altamente qualificados que respondiam diretamente ao rei. Em 1784, a Espanha estabeleceu quadro intendências distritais no Alto Peru,  cobrindo as atuais repartições administrativas de La Paz, Cochabamba, Potosí e Chuquisaca.
A Coroa Espanhola, inicialmente, controlou os governos locais indiretamente, mas centralizou seus procedimentos enquanto o tempo passava. Inicialmente, Vice-rei Francisco de Toledo assegurou os direitos dos nobre locais e os garantiu autonomia local. Mas a coroa eventualmente empregou funcionários espanhóis, ‘’corregedores de índios’’, para coletar tributos e impostos dos índios. Corregedores de índios também importaram mercadorias e forçaram os índios a comprá-las, uma prática abusiva que provou ser uma enorme fonte de riqueza para esses funcionários mas causou um grande ressentimento entre a população indígena.
Com os primeiros colonizadores do Alto Peru, vieram os clérigos regulares e seculares para iniciar a conversão dos índios para o Cristianismo. Em 1552 o primeiro bispado no Alto Peru foi estabelecido em La Plata; em 1605. La Paz e Santa Cruz também se tornaram bispados. Em 1623 os Jesuítas estabeleceram a Universidade Real Maior e Pontifícia de São Francisco Xavier de Chuquisaca, a primeira universidade do Alto Peru.
Reações indígenas ao controle colonial e as conversões ao Cristianismo variaram. Muitos índios se adaptaram aos modos espanhóis, quebrando com suas tradições e ativamente tentando entrar na economia de mercado. Eles também fizeram uso das cortes para proteger seus interesses, especialmente contra novas determinações de taxas e tributos. Outros, entretanto, agarraram-se aos seus costumes o máximo possível, e alguns se rebelaram contra os líderes brancos. Rebeliões locais, em sua maioria desorganizadas, ocorreram através do domínio colonial. Mais de 100 revoltas ocorreram no século XVIII na Bolívia e no Peru.
Embora a Religião inca oficial tenha desaparecido rapidamente, os índios continuaram exercendo religiões locais sobre a proteção dos governantes locais. Mas com a influencia cristã nos índios aumentando, um novo catolicismo popular se desenvolveu, incorporando símbolos das religiões indígenas. Considerando que as rebeliões iniciais foram anticristãs, as revoltas no final do século XVI eram baseadas em simbolismo cristão messiânico que era Católico Romano e antiespanhol. A Igreja foi tolerante com religiões indígenas. Em 1582, por exemplo, o bispo de La Plata[carece de fontes?] permitiu aos índios a construção de um santuário para Virgem negra de Copacabana nas margens do Lago Titicaca (Copacabana tem sido um tradicional centro religioso Aymara desde aquela época).
A Conquista e o domínio espanhol foram experiências traumáticas para as populações indígenas. Facilmente suscetíveis a doenças europeias, a população nativa caiu rapidamente. A situação dos índios piorou no século dezoito quando a Espanha exigiu pagamentos de tributos cada vez mais altos e aumentou as obrigações da ‘’mita’’ na tentativa de melhorar a produção mineradora.
Essas profundas mudanças sociais e econômicas e a quebra da cultura nativa contribuíram no aumento do vicio de álcool entre os índios. Antes dos espanhóis chegarem, os Incas só consumiam álcool durante cerimônias religiosas. O uso pelos índios da folha de coca aumentaram, e, de acordo com um cronista, no final do século XVI “só em Potosí, o comércio de coca totaliza meio milhão de pesos por ano, consumindo 95.000 cestas.”
O aumento do descontentamento dos Índios com o governo colonial rebentou com a grande revolta de Túpac Amaru II. Nascido com o nome de José Gabriel Condorcanqui, este educado Americano nativo, fluente no Espanhol, adoptou o nome do seu antepassado Túpac Amaru. Durante os 1770s, tornou amargurado com o tratamento duro que os corregedores dos índios lhes submetia. Em Novembro de 1780, Túpac Amaru II e os seus seguidores capturaram e executaram alguns desses corregedores particularmente cruéis. Apesar de Túpac Amaru II insistir que o seu movimento era reformista e não procurava a queda da governação espanhola, as suas exigências incluíam a criação de uma região autónoma. O descontentamento rapidamente tornou-se uma revolta de grande escala. A ela juntaram-se aproximadamente 60,000 Índios dos Andes peruanos e bolivianos. Depois de algumas vitórias, que incluíram vencer um Exército Espanhol de 1,200 soldados, Túpac Amaru II foi capturado e morto em Maio de 1781; não obstante, a revolta continuou, principalmente no Norte do Peru. Aí, um apoiante de Túpac Amaru II, o chefe índio Tomás Catari, levou a cabo uma revolta em Potosí durante os primeiros meses de 1780. Catari foi morto pelos espanhóis um mês antes da morte de Túpac Amaru II. Outra grande revolta foi a levada adiante por Julián Apaza, um sacristão que adoptou os nomes dos dois mártires rebeldes e autodenominando-se Túpac Catari (também escrito Katari). Este cercou La Paz durante mais de 100 dias. Espanha apenas conseguiu acabar com as revoltas em 1783 e depois procedeu a execução de milhares de índios.
Nos finais de século XVIII, começou a crescer um descontentamento dentro dos crioulos (descendentes puros de Espanhóis nascidos no Novo Mundo). Os Crioulos começaram a assumir papéis activos na economia, especialmente nas produções mineira e agrícola, e assim começaram a ressentir-se das barreiras comerciais impostas pelas políticas mercantilistas da coroa Espanhola. Para somar a isto, os crioulos detestavam que os altos cargos administrativos estivessem reservados para os peninsulares (pessoas nascidas em Espanha mas a viver no Novo Mundo).
O Iluminismo, com sua ênfase na razão, questionando a autoridade e a tradição, e tendências individualistas, também contribuiu para o descontentamento criollo. A Inquisição não conseguiu manter os escritos de Nicolau Maquiavel, Benjamin Franklin, Thomas Paine, Jean-Jacques Rousseau, John Locke, e outros fora da América Espanhola; suas ideias eram frequentemente discutidas pelos criollos, especialmente aqueles que estudaram na universidade de Chuquisaca. Inicialmente os criollos do Alto Peru foram influenciados pela Revolução francesa, mas eles eventualmente a rejeitaram como muito violenta. Embora o Alto Peru fosse essencialmente leal a Espanha, os ideais do Iluminismo e de independência da Espanha continuaram a ser discutidos por grupos radicais dispersos.

## Luta pela independência
Como a autoridade real enfraqueceu durante as Guerras Napoleônicas, o sentimento contra o domínio colonial cresceu. A independência foi proclamada em 1809, mas dezesseis anos de luta se seguiram antes do estabelecimento da república, nomeada em homenagem a Simón Bolívar, em 6 de agosto de 1825.
A invasão da Península Ibérica em 1807-08 pelas forças de Napoleão provou ser critica para a luta de independência da América do Sul. A derrubada da dinastia Bourbon e a colocação de José Bonaparte no trono espanhol testaram à lealdade das elites locais do Alto Peru, que rapidamente foram confrontados por autoridades conflitantes. A maioria permaneceu fiel à Espanha. Tomando uma atitude de "esperar para ver", eles apoiaram a Junta Central na Espanha, um governo no nome do abdicado Fernando VII. Alguns liberais avidamente viram com bons olhos as reformas no domino colonial propostas por José Bonaparte. Outros apoiaram as alegações de Carlota, irmã de Fernando, que governou o Brasil com seu marido, João VI de Portugal. Finalmente, um número de criollos radicais queriam a independência do Alto Peru.
Esse conflito de autoridades resultou em uma luta local de poder no Alto Peru entre 1808 e 1810 e constituiu a primeira fase dos esforços para alcançar a independência. Em 1808 o presidente da audiência, Ramón García León de Pizarro, ordenou afiliação com a Junta Central. Os juízes conservadores da audiência eram influenciados, entretanto, pela filosofia autocrática real e se recusaram a reconhecer a autoridade da junta porque eles a viram como uma consequência da rebelião popular. Em 25 de maio de 1809, as tensões cresceram quando criollos radicais, também se recusando a reconhecer a autoridade da junta por que eles queriam independência, levaram para as ruas. Essa revolta uma das primeiras na América latina, foi logo dispersa pelas autoridades.
Em 16 de julho de 1809, Pedro Domingo Murillo liderou outra revolta de criollos e mestiços em La Paz e proclamou como um estado independente do Alto Peru no nome de Fernando VII. A lealdade à Fernando foi um pretexto usado para legitimar o movimento de independência. Em novembro de 1809, Cochabamba, Oruro, e Potosí se juntaram a Murillo. Embora a revolta tenha sido derrubada pelas forças reais que foram mandadas a La Paz pelo Vice-rei do Peru e para Chuquisaca pelo Vice-rei do Rio da Prata, o Alto Peru nunca mais foi totalmente controlado pela Espanha.
Durante os sete anos seguintes, o Alto peru se tornou no campo de batalha das forças da Independente República da Argentina e das forças monárquicas do Peru. Embora os monarquistas tenham repelido quatro invasões argentinas, guerrilheiros controlaram a maior parte do campo, onde formaram 6 maiores republiquetas, ou zonas de insurreição. Nessas zonas, o patriotismo local eventualmente se desenvolvia em luta pela independência.

## Século XIX
A independência não trouxe estabilidade. Por quase sessenta anos, golpes e constituições de curta duração dominaram a política boliviana. A fragilidade militar boliviana foi demonstrada durante a Guerra do Pacífico (1879 - 1883), quando perdeu seu litoral e seus campos ricos em nitrato para o Chile. Um crescimento do preço da prata no mundo trouxe para a Bolívia relativa prosperidade e estabilidade política no final do século XIX.

### Tratado de Petrópolis
O território do Acre, na atualidade incorporado ao território brasileiro, pertencia à Bolívia. Em função do extrativismo da borracha, trabalhadores brasileiros adentraram no Acre em busca das seringueiras e foram povoando o mesmo, o que gerou conflitos fronteiriços entre a Bolívia e o Brasil (veja ciclo da borracha).
Para resolver a Questão do Acre (que é como ficaram conhecidos estes conflitos) preocupava, o governo da Bolívia lavrou com o governo brasileiro o Tratado de Petrópolis, assinado em 17 de novembro de 1903. Segundo o mesmo, a posse das terras e florestas do Acre passava definitivamente para o domínio do Brasil em troca de terras de Mato Grosso, do pagamento de 2 milhões de libras esterlinas e do compromisso de construir uma ferrovia que superasse o trecho encachoeirado do rio Madeira e que possibilitasse o acesso das mercadorias bolivianos (sendo a borracha o principal), aos portos brasileiros do Atlântico (inicialmente Belém do Pará, na foz do rio Amazonas).

## Século XXI
Entre janeiro e abril de 2000, uma série de protestos antiprivatização ocorreram em Cochabamba, por causa da privatização do sistema de forncecimento de água municipal. O governo boliviano declarou lei marcial, prendendo líderes do protesto e fechando várias estações de rádio, mas depois de contínuos distúrbios e da pressão civil, o governo finalmente abriu mão da privatização em 10 de abril.
A deterioração do sistema político está ocasionando a “morte” das forças políticas tradicionais, incluindo os partidos ADN (do ex-presidente Hugo Banzer), MIR (do ex-presidente Jaime Paz Zamora) e MNR (dos ex-presidentes Victor Paz Estenssoro e Gonzalo Sánchez de Losada). Essa morte levou ao surgimento de uma confederação dispersa de movimentos sociais nativos (MAS) tendo Evo Morales como líder. Nas eleições de dezembro de 2005 Evo Morales e o MAS obtiveram uma vitória esmagadora atingindo 54% dos votos do eleitorado.